# 埃弗羅德公園 (印地安納州)
埃弗羅德公園（英語：Everroad Park）是位於美國印地安納州巴塞洛繆縣的一個非建制地區。該地的面積和人口皆未知。

## 地理
埃弗羅德公園的座標為39°13′42″N 85°53′17″W / 39.22833°N 85.88806°W，而該地的平均海拔高度為194米（即636英尺）。